# Pseudameira perplexa
Pseudameira perplexa är en kräftdjursart som beskrevs av Soyer 1974. Pseudameira perplexa ingår i släktet Pseudameira och familjen Ameiridae. Inga underarter finns listade i Catalogue of Life.